# 国庆乡
国庆乡，是中华人民共和国云南省普洱市江城哈尼族彝族自治县下辖的一个乡镇级行政单位。

## 行政区划
国庆乡下辖以下地区：
么等村、络捷村、田房村、和平村、哈播村和嘎勒村。

## 中国传统村落
2013年8月，博别寨被评为第二批中国传统村落。